# Compossibilité
La compossibilité est un concept philosophique défini par Gottfried Wilhelm Leibniz.

## Possibilité et compossibilité
La compossibilité, définie par Leibniz, a une sphère logique plus restreinte que celle de la possibilité quand on la considère du point de vue logique. Pour exister il ne suffit pas que quelque chose soit possible, il faut que cette chose soit compossible avec de nombreuses autres qui constituent le monde réel. 
Par exemple, il ne peut exister d'espèce de prédateurs dépourvue de tout moyen de limiter sa population, par migration, moindre fécondité, etc., le temps que la densité locale de ses proies n'augmente, la faim maintenue à son niveau habituel la ferait se retourner contre elle-même par extermination, voire la consommation, de certains de ses membres, détruisant ses relations et condamnant ainsi à terme sa perpétuation. La prédation est compossible avec la raréfaction des ressources ; un taux de reproduction caractéristiquement très élevé, relativement aux besoins de chaque individu, n'est pas compossible ; l'environnement comme ensemble limité de ressources interdisant que la prolifération perdure au-delà d'un faible nombre de générations.
"[...] la notion leibnizienne de compossible retient l'idée fondamentale suivant laquelle le possible est déterminé par le possible." Roberto Miguelez (Les règles de l'interaction, Essais en philosophie sociologique p.299, Les presses de l'Université Laval). Le terme est aussi employé par David Lewis.
Chez Leibniz, le compossible est associé à l'idée de monde possible. Notre monde a la particularité d'être le meilleur des mondes possibles mais il n'en est qu'un parmi d'autres. Dans ces autres mondes, les choses auraient pu être radicalement différentes de ce qu'elles sont dans notre monde. Certaines vérités nécessaires dans notre monde, comme les lois de la nature, pourraient ne pas exister dans d'autres mondes. C'est pourquoi il faut distinguer la possibilité dans tous les mondes, et la possibilité à l'intérieur d'un monde, qui est la compossibilité.
Si l'on prend l'ensemble des mondes possibles, alors on peut dire que tout ce qui n'est pas contradictoire par soi-même est possible. Une chose qui n'existe pas dans notre monde, ou qui ne peut pas exister, peut très bien exister dans un autre. Par contre, à l'intérieur de notre monde, tout n'est pas possible. Car certaines choses, de fait existent, et des choses qui contrediraient celles qui existent ne pourraient pas venir à l'existence. D'où le terme de compossible: est compossible une chose qui est possible compte tenu de toutes les choses qui sont dans le monde. On dirait aujourd'hui "compatible". Cela explique le "cum" ("avec") de "com-possible". Une chose est compossible si elle reste possible, non pas absolument, mais lorsqu'elle est avec les choses existantes.

## Généralisation ou extensions
Hors de la théorie de Leibniz, la notion de compossibilité peut être simplement définie de la manière suivante : deux possibles sont compossibles s'ils sont possibles en même temps. 
La compossibilité diffère de la possibilité stricto sensu en ce qu’elle est une possibilité avec. Cette notion attire l’attention sur le fait que plusieurs faits individuellement possibles ne sont pas forcément possibles les uns avec les autres.
Supposons une proposition p telle que le cas que p soit possible et le cas que non-p soit également possible. Mais l’un et l’autre cas ne sont possibles que pris individuellement. Leur conjonction p & non-p est évidemment contradictoire et a fortiori impossible. Le cas possible que p et le cas possible que non-p ne sont pas deux cas compossibles. Ni l'un ni l'autre n'est impossible mais ils sont incompossibles.
Certains cas d'incompossibilité peuvent être moins flagrant que celui de ce premier exemple où la contradiction est directe. Ainsi imaginons deux propositions p et q qui expriment des cas possibles l’une et l’autre, mais telles que p → r et q → non-r. (On peut remarquer que le cas précédent est un cas particulier de ce cas plus général, où r équivaut à p, et q équivaut à non-p.) Supposer p et q vrais en même temps conduit à la contradiction r & non-r. Donc les cas que p et que q ne sont pas compossibles, sans qu’on ait pourtant supposés p comme la stricte négation de q. 
Il est possible que l’unique couleur d’un objet o soit le rouge, comme il est possible que l’unique couleur du même objet o soit le vert. Notons ces deux propositions possibles Ro et Vo. La propriété R n’est pas la négation de la propriété V, le rouge n'est pas du non-vert. Mais que l’unique couleur de o soit le rouge et que l’unique couleur de o soit aussi le vert, cela évidemment est impossible. Ro et Vo sont donc incompossibles. Plus généralement, on peut observer que l’appartenance à un degré d’une certaine échelle (couleur, température, longueur, etc.) est incompossible avec l’appartenance à tout autre degré de cette échelle.
De nombreuses théories contemporaines des mondes possibles (parmi lesquelles les théories d'Alvin Plantinga, Robert Merrihew Adams, Robert Stalnaker) recourent explicitement ou implicitement à la notion de compossibilité, en définissant un monde comme un ensemble maximalement compossible de propositions ou d'états de chose (c'est-à-dire tel que toutes les propositions ou tous les états de choses de cet ensemble soient compossibles, et que l'ajout de toute nouvelle proposition ou de tout nouvel état de choses rende cet ensemble incompossible). Que la notion de compossibilité ait été introduite par le premier philosophe à avoir développé une théorie des mondes possibles, Leibniz, n'est sans doute pas une coïncidence. La compossibilité entretient des liens particuliers avec la notion de mondes possibles : les possibles particuliers, s'ils appartiennent à un même monde possible, sont compossibles ; et un monde possible est tel que tout possible qui ne lui appartient pas est incompossible avec lui.